# 関根柳介

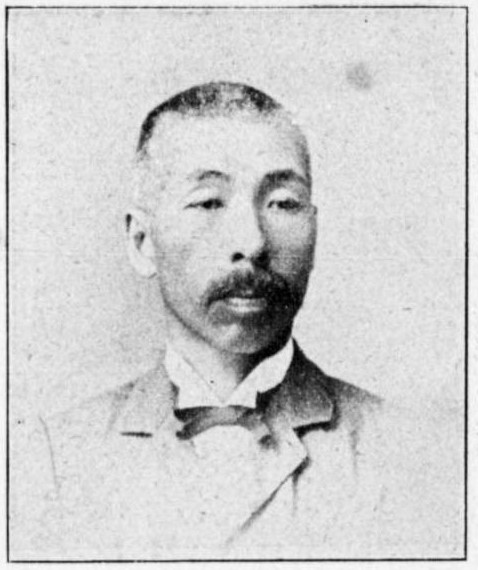
関根柳介

関根 柳介（關根、せきね りゅうすけ、1853年11月5日（嘉永6年10月5日）- 1917年（大正6年）11月24日）は、明治から大正前期の官吏・政治家。衆議院議員、東京府南葛飾郡奥戸村長。

## 経歴
武蔵国葛飾郡曲金村（東京府南葛飾郡奥戸村大字曲金、奥戸町大字曲金、東京市葛飾区を経て現東京都葛飾区）で、代々里正を務めた関根家に生まれる。和漢学、武術を修めた。父に代わって里正を務めた。
1876年（明治8年）内務省に出仕。以後、鹿児島県属、大蔵省属、福井県属、熊本県徴収課長、逓信属などを歴任した。
1889年（明治22年）奥戸村長に就任。1892年（明治25年）東京府会議員に当選し、大隊区徴兵参事員も務めた。1896年（明治29年）府会議員に再選されたが辞退した。
1902年（明治35年）8月の第7回衆議院議員総選挙で東京府郡部から立憲政友会所属で出馬して初当選し、1903年（明治36年）3月の第8回総選挙（東京府郡部、立憲政友会）、1904年（明治37年）1月の第9回総選挙（東京府郡部、無所属）でも再選され、衆議院議員に連続3期在任した。
また台湾総督府民政局属となり、嘉義県弁務署長を務めた。